# Зелёная столица Европы, Гамбург (2011)

Логотип конкурса

Зелёная столица Европы 2011 — второй европейский международный конкурс на звание самого экологически чистого города Европы. Победа была одержана Гамбургом. Данное решение вызвало много споров.

## История
С апреля 2011 года «Поезд идей» проехал по 18 городам Европы. На передвижной выставке представлены экологические проекты из таких тематических областей, как «градостроительство и жилье», «мобильность» и «потребление». «Поезд идей» призван представить «видение городов будущего». «Сименс» поддерживает Гамбург, зелёную столицу Европы, денежными и неденежными взносами в размере не менее одного миллиона евро, включая проект поезда. Кампания будет стоить в общей сложности четыре миллиона евро.

## Требования к участникам
Выбирают экологическую столицу Еврокомиссия и представители экологических организаций. Советник городского управления по экологическим вопросам Кристиан Маас объясняет, что Еврокомиссия при этом исходила из трёх критериев. Во-первых, чего уже добились города-кандидаты: чистота воздуха, защита от шума, защита климата. Во-вторых, какие у города планы. И, в-третьих, что готов город сделать для популяризации самой идеи европейской экологической столицы.

## Итог
В итоге решением жюри Евросоюза стало присуждение Гамбургу статуса новой зелёной столицы Европы. По словам комиссии Гамбург добился больших успехов в последние годы и достиг отличных экологических стандартов по всем направлениям. У города очень амбициозные планы. Также комиссия высоко оценила развитие общественного транспорта Гамбурга. Её представители отдельно выделили тот факт, что местным жителям требуется пройти пешком не более 300 метров, чтобы пересесть с одного вида транспорта на другой.

## Критика выбора победителя
В 2011 году произошёл ряд конфликтов, вызванных «Зелёной столицей». В Гамбурге не введена экологическая зона на всей территории города. Загрязнение воздуха, также вызванное портом, критика городского планирования, неудавшийся проект легкорельсового транспорта, строительство Моорбургской угольной электростанции и ограничительный характер политики сохранения заставляют усомниться в честности выбора самого экологически чистого города Европы.